# Округ Монро (Илиноис)
Округ Монро (енгл. Monroe County) је округ у америчкој савезној држави Илиноис.

## Демографија
По попису из 2010. године број становника је 32.957, што је 5.338 (19,3%) становника више него 2000. године.
| Група             | 2000.          | 2010.          |
| Белци             | 27.156 (98,3%) | 31.991 (97,1%) |
| Афроамериканци    | 14 (0,1%)      | 69 (0,2%)      |
| Азијати           | 86 (0,3%)      | 144 (0,4%)     |
| Хиспаноамериканци | 203 (0,7%)     | 450 (1,4%)     |
| Укупно            | 27.619         | 32.957         |